# フルチーン湖

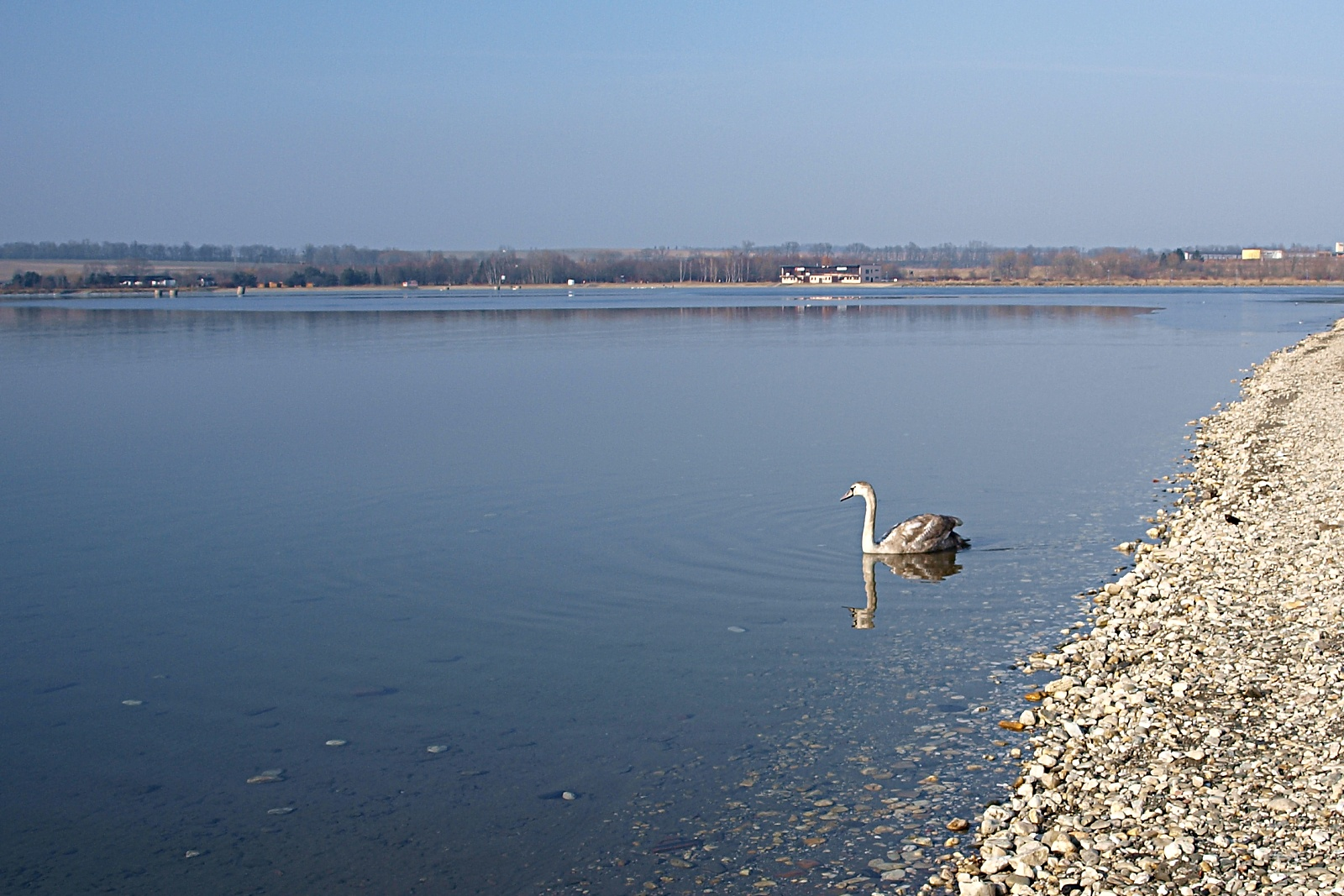
穏やかなフルチーン湖

フルチーン湖 (フルチーンこ、 捷：Hlučínské jezero) は、チェコ東部モラヴィア・スレスコ州のフルチーン南西端にある湖（人造湖）である。かつての採石場の窪地を利用して作られた。湖の南をオパヴァ川が流れ、フルチーンの町から流れるヴァジェシンカ川を通じてオパヴァ川と連結している。湖の面積は131.5ha、最大深度は4m、海抜は217m地点である。貯水池への転換は1990年に行われた。
フルチーン湖は湖水浴、ボート、キャンプ、釣りなど、様々なレクリエーションスポットとなっており、特に夏季には多くのイベントで賑わう。